# Pareti rocciose del Salto e del Turano
Pareti rocciose del Salto e del Turano este o arie protejată (arie specială de conservare — SAC, sit de importanță comunitară — SCI) din Italia întinsă pe o suprafață de 174 ha, integral pe uscat.

## Localizare
Centrul sitului Pareti rocciose del Salto e del Turano este situat la coordonatele 42°21′07″N 12°53′02″E / 42.351944°N 12.883889°E.

## Înființare
Situl Pareti rocciose del Salto e del Turano a fost declarat sit de importanță comunitară în decembrie 1995 pentru a proteja un număr necunoscut de specii din flora spontană și fauna sălbatică aflate în arealul zonei. Situl a fost protejat și ca arie specială de conservare în decembrie 2016.

## Biodiversitate
Situată în ecoregiunea mediteraneană, aria protejată conține 1 habitat natural: Pante stâncoase calcaroase cu vegetație casmofită.
La baza desemnării sitului se află un număr nedeclarat de specii protejate.
Pe lângă speciile protejate, pe teritoriul sitului au mai fost identificate 1 specie de plante.